# Зґожале
Зґожале (пол. Zgorzałe, нім. Seedorf) — село в Польщі, у гміні Стенжиця Картузького повіту Поморського воєводства.
Населення — 366 осіб (2011).
У 1975-1998 роках село належало до Гданського воєводства.

## Демографія
Демографічна структура станом на 31 березня 2011 року:
|          | Загалом | Допрацездатний вік | Працездатний вік | Постпрацездатний вік |
| -------- | ------- | ------------------ | ---------------- | -------------------- |
| Чоловіки | 178     | 54                 | 110              | 14                   |
| Жінки    | 188     | 62                 | 95               | 31                   |
| Разом    | 366     | 116                | 205              | 45                   |